# Masaya Kojima
Masaya Kojima (小島 雅也 Kojima Masaya?, Saitama, 9 de noviembre de 1997) es un futbolista japonés que juega como defensa en el Zweigen Kanazawa de la J3 League.

## Trayectoria

### Clubes
| Club                          | País  | Año       |
| ----------------------------- | ----- | --------- |
| Vegalta Sendai                | Japón | 2016-2019 |
| F. C. Machida Zelvia (cedido) | Japón | 2018      |
| Zweigen Kanazawa (cedido)     | Japón | 2019      |
| Thespakusatsu Gunma           | Japón | 2020-2022 |
| Zweigen Kanazawa              | Japón | 2023-     |